# Seguridad ferroviaria
La seguridad ferroviaria o seguridad en el transporte por ferrocarril, es el conjunto de medios humanos y técnicos empleados para prevenir accidentes de tren, o mitigar sus consecuencias en el caso de que se produzcan.

## Medidas componente de seguridad ferroviaria

### Señalización
Artículo principal: señalización ferroviaria
La Señalización ferroviaria es un conjunto de informaciones para un vehículo circulando en una vía férrea, que indica la velocidad no se debe superar, y cuándo debe parar. Utiliza bloques automáticos de semáforos. La pista se divide en unidades llamadas cantones, y cuando el bloque está ocupado por un tren, la señalización impide que otros trenes en la misma dirección (o en ambas direcciones en el caso de un solo canal) para acceder este municipio.

## Seguridad ferroviaria por país

### En Francia
En Francia, en líneas equipadas con bloqueo automático de semáforo, cada tren, a medida que avanza, hace que el cierre y la reapertura de las señales (semáforos y alertas).

### Bucles de corrección
El fracaso humano o técnico no debería ser suficiente en sí mismo para dar lugar a una situación peligrosa. Para ello, se han previsto bucles de corrección : se trata de dispositivos técnicos que controlan la acción del hombre. Para mantener al hombre en un estado de alerta, la vigilancia es en el fondo: es el hombre que no es el operador. Ejemplos de bucles correctivas:
- repetición de cocodrilo durante la transición a una señal de aviso, el conductor tiene que pulsar un botón, indicando que ha visto la señal cerrada. Si no lo hace, el tren se detiene en sí después de unos pocos segundos;
- Pedal de hombre muerto: el conductor debe activar un comando a intervalos regulares para certificar que está consciente y alerta, de lo contrario el tren realiza automáticamente el frenado de emergencia, el nombre viene del primer dispositivo, que consistía en él se debe presionar un pedal, este dispositivo se llama ahora VACMA (en espera de soporte de mantenimiento de Control Automático) o, simplemente, VA (en espera automática);
- etiquetas/balizas de control de velocidad (KVB) si la velocidad supera el calculado por la placa base, el freno de emergencia se implementa automáticamente. Sin embargo, dado el costo de la instalación, todas las señales no están equipados con este dispositivo;
- detonador: es un dispositivo que emite una fuerte explosión audible por el conductor para indicar que ha tomado una onda cuadrada cerrada.

Como un ejemplo, cómo el Melun accidente en 1991 que podría entonces ocurrir a pesar de la captura bucles?
- El conductor ha presionado el botón para cambiar de la señal de aviso (advertencia) por lo que estaba en funcionamiento en el momento. Si las molestias no era entonces el VACMA no tuvo tiempo de disparar el frenado de emergencia (ayuda alimenticia tolerancia 55 segundos) [ref. requerida];
- El KVB se está instalando en el lugar de Melun, pero aún no en servicio. Si este sistema había estado en servicio en ese momento, tendría una parada automática del tren antes de que el período de protección (interruptor primero). Suponiendo que la incomodidad del conductor se produjo antes de la advertencia, la falta de apoyo en el botón de vigilancia empuje habría provocado el freno de emergencia y evitar el accidente. Si se hubiera producido después de la advertencia, el KVB habría provocado la emergencia de frenado por exceso de velocidad. [Ref. requerida]

### Reglamentación
La reglamentación de la seguridad ferroviaria es diferente en cada país, aunque en la Unión Europea existen directivas comunitarias como el ERTMS, y la Agencia Ferroviaria Europea.